# Anzaldo (plaats)
Anzaldo (Quechua: Ansaltu) is een plaats in het departement Cochabamba, Bolivia. Het is de hoofdplaats van de gelijknamige gemeente, gelegen in de Esteban Arce provincie.

## Bevolking
| Jaar | Populatie |
| ---- | --------- |
| 1992 | 779       |
| 2001 | 1.178     |
| 2012 | 1.209     |